# Чернолапый веслоног
Чернола́пый веслоно́г (лат. Rhacophorus nigropalmatus) — вид бесхвостых земноводных семейства веслоногих лягушек.

## Описание
Общая длина достигает 8—10 см. Наблюдается половой диморфизм: самки крупнее самцов. Голова среднего размера. Глаза большие. Туловище вытянутое, стройное. Имеет огромные перепончатые лапы. Широкие присоски развиты на всех пальцах, перепонка как на задних, так и на передних лапах доходит до самых присосок. Перемычка развита и на задней стороне предплечья, небольшая округлая кожная кайма также окружает пятку.
Спина ярко-салатно-зелёная, бока жёлтые с рисунком из тонких чёрных полос, брюхо светло-кремовое. Глаза имеют светло-кремовую радужину. Перемычки ярко-желтые с большими сине-чёрными треугольными пятнами между пальцев.
Головастики округлые или овальные, с коротким хвостом, достигают в длину 5 см. Тело головастика серое сверху и белое снизу. На хвосте имеются чёрные точки, как на мышцах, так и на плавниковой складке, верхний край плавниковой складки окаймлён чёрной полоской.

## Распространение
Обитает на Малаккском полуострове, в Таиланде, а также на островах Суматра и Калимантан (Индонезия).

## Образ жизни
Любит первичные дождевые тропические леса. Осуществляет длительные парящие прыжки (до 15 м), передвигаясь таким образом не только с дерева на дерево, но и с крон на землю, к местам размножения. Активна ночью. Питается преимущественно насекомыми.
Для откладывания икры группы лягушек собираются вокруг небольших илистых водоёмов. Гнёзда, которые представляют собой крупные пенистые комки с икрой, лягушка прикрепляет на растения или просто на комья грязи, нависающие над водоёмом. Головастики попадают прямо в водоём, причём мутная грязная жидкость им вполне подходит.